# زمین‌ساقه

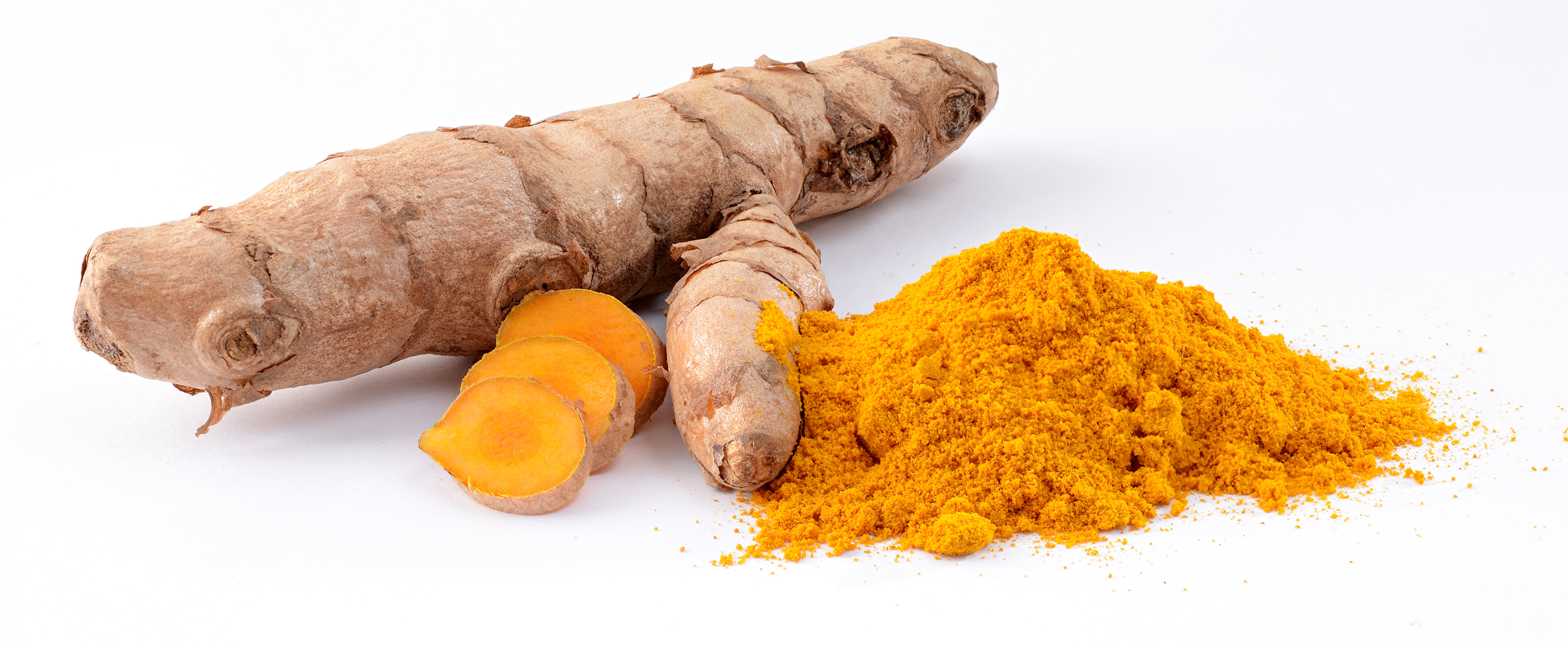
پودر و زمین‌ساقه زرد چوبه

زمین‌ساقه یا ریزوم (rhizome/rhizoma) در گیاه‌شناسی، به ساقه‌های زیر زمینی در برخی از گیاهان گفته می‌شود. این ساقه‌های زیرزمینی دارای رشد افقی هستند و مانند ساقه های هوایی دارای جوانه ی انتهایی و جانبی است که به‌عنوان اندام تکثیرِ رویشی برای تولید مثل غیر جنسی ویژه شده است. در بسیاری از گیاهان اگر قطعه‌ای از زمین‌ساقه را جدا کنیم و بکاریم قابلیت رشد و ریشه زدن خواهد داشت.
مانند زنجبیل و زنبق و …